# Khemnichan
Khemnichan /= mountain-water wood/, jedna od bandi Mdewakanton Indijanaca, koja je prema Pikeu 1811. živjela u selu kod jezera Pepin u Minnesoti, na mjestu sadašnjeg Red Winga. Poglavica im je tada bio Tatankamani ili Walking Buffalo, a 1820. Red Wing. 
Long ih 1824. nalazi u dva malena sela, jedno na rijeci Mississippi, drugo na rijeci Cannon, ukupno 120 ljudi u 20 nastambi. U vrijeme ustanka Siouxa 1862. poglavica im je bio Wakute (Shooter).
Ostali nazivi za njih su: Eambosandata, Eanbosandata, Hamine-chan, Ki-mni-can, Qemnitca, Red Wing's, Reminica Band, Remnica, Shooter, Talangamanae, Wahcoota Band, Wah-koo-tay, Wahkuti band, Wahute band, Wakootay's band, Wakuta band, Wa-ku-te, Wakute's band, Waukouta band, Weakaote.

## Vanjske poveznice
- Chief Red Wing  Arhivirana inačica izvorne stranice od 15. veljače 2012. (Wayback Machine)